# Lulu Antariksa
Lulu Antariksa (* 22. August 1995 als Lauren Marie-Elizabeth Antariksa in Los Angeles, Kalifornien) ist eine US-amerikanische Schauspielerin. In Deutschland erlangte sie durch die Jugend-Sitcom How to Rock Bekanntheit. Sie hat einen indonesischen Vater und eine deutsche Mutter.

## Karriere
Ihr Interesse an der Schauspielerei bekam sie an ihrer High School in Valencia (Santa Clarita), wo sie für Mean Girls, Mad World und für das Original–Musical von Alice im Wunderland auf der Bühne stand. Weitere bekannte Filme und Serien, in denen sie mitwirkte, sind Monk, Seven's Eleven: Sweet Toys, Zoey 101 und Side Effects. Antariksa wurde in Tanzen und Singen unterrichtet und lernte Gitarre, Klavier, Ukulele und Bass zu spielen. Von 2018 bis 2019 spielte sie in der Fernsehserie Legacies die Rolle der Penelope Park.

## Filmografie

### Filme
- 2007: Seven’s Eleven: Sweet Toys (Kurzfilm)
- 2018: What Still Remains
- 2021: Witch Hunt

### Serien
- 2002: American Family (Episode 1x18)
- 2003: Immer wieder Jim (According to Jim, Episode 2x16)
- 2004: Emergency Room – Die Notaufnahme (ER, Episode 10x11)
- 2005: Head Cases (Episode 1x03)
- 2006: Monk (Episode 5x02)
- 2008: Zoey 101 (Episode 4x05)
- 2008: Gemini Division (Episode 1x47)
- 2012: How to Rock (25 Episoden)
- 2012: Figure It Out
- 2013: Jessie (Episode 2x25)
- 2013–2014: Side Effects (5 Episoden)
- 2014: Karate-Chaoten (Kickin' It, Episode 3x21)
- 2016–2018: Du wurdest getaggt (T@gged, 35 Episoden)
- 2018–2019: Legacies (7 Episoden)
- 2023: The Rookie: Feds (Episode 1x14)
- 2023: Seattle Firefighters – Die jungen Helden (Station 19, Episode 6x12)

### Musikvideos
- 2012: Lightning
- 2012: All Your Love
- 2012: Maroon 5 Medley
- 2012: Finally Feeling Like Christmas